# Jüdischer Friedhof (Liteň)

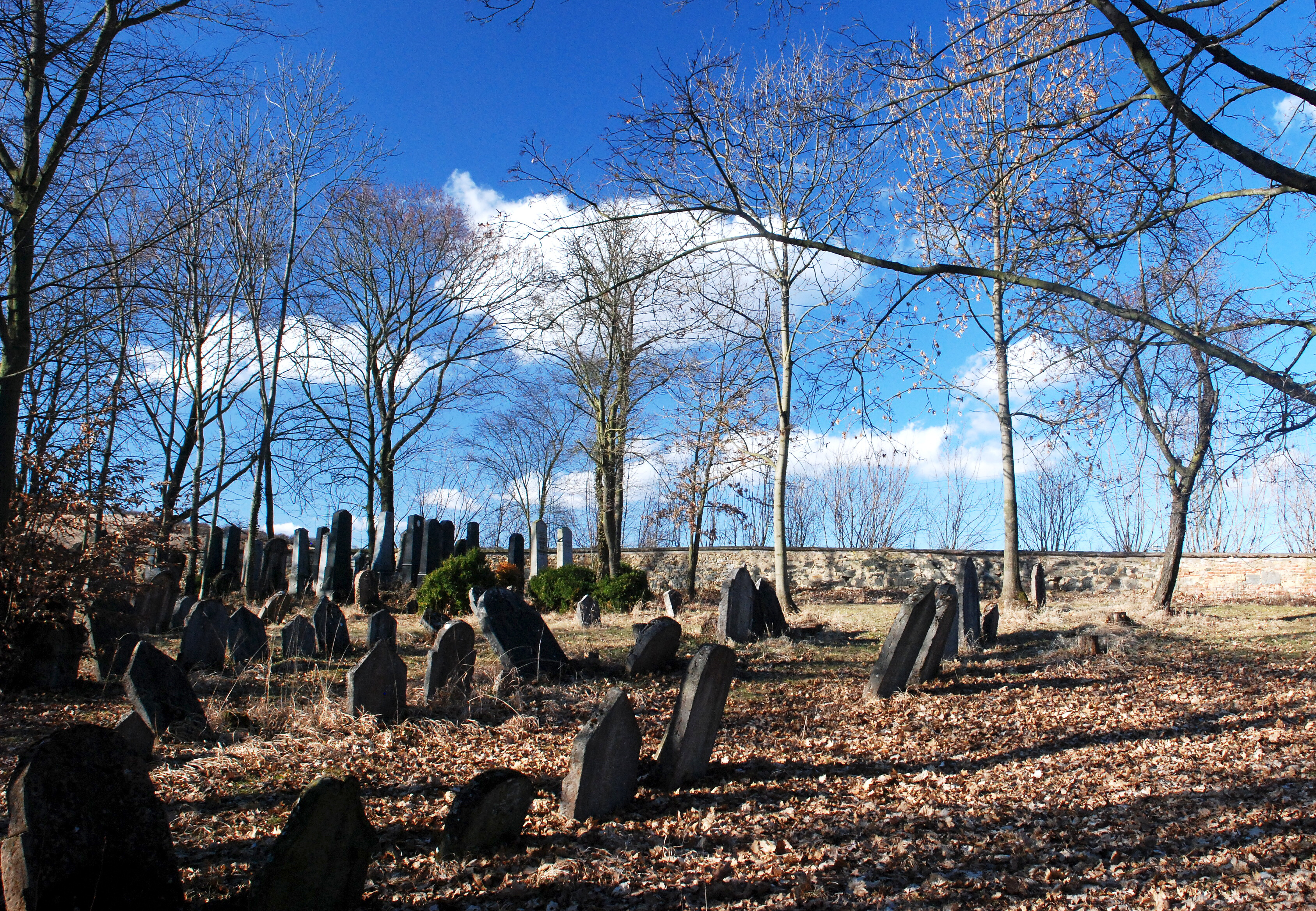
Jüdischer Friedhof in Liteň

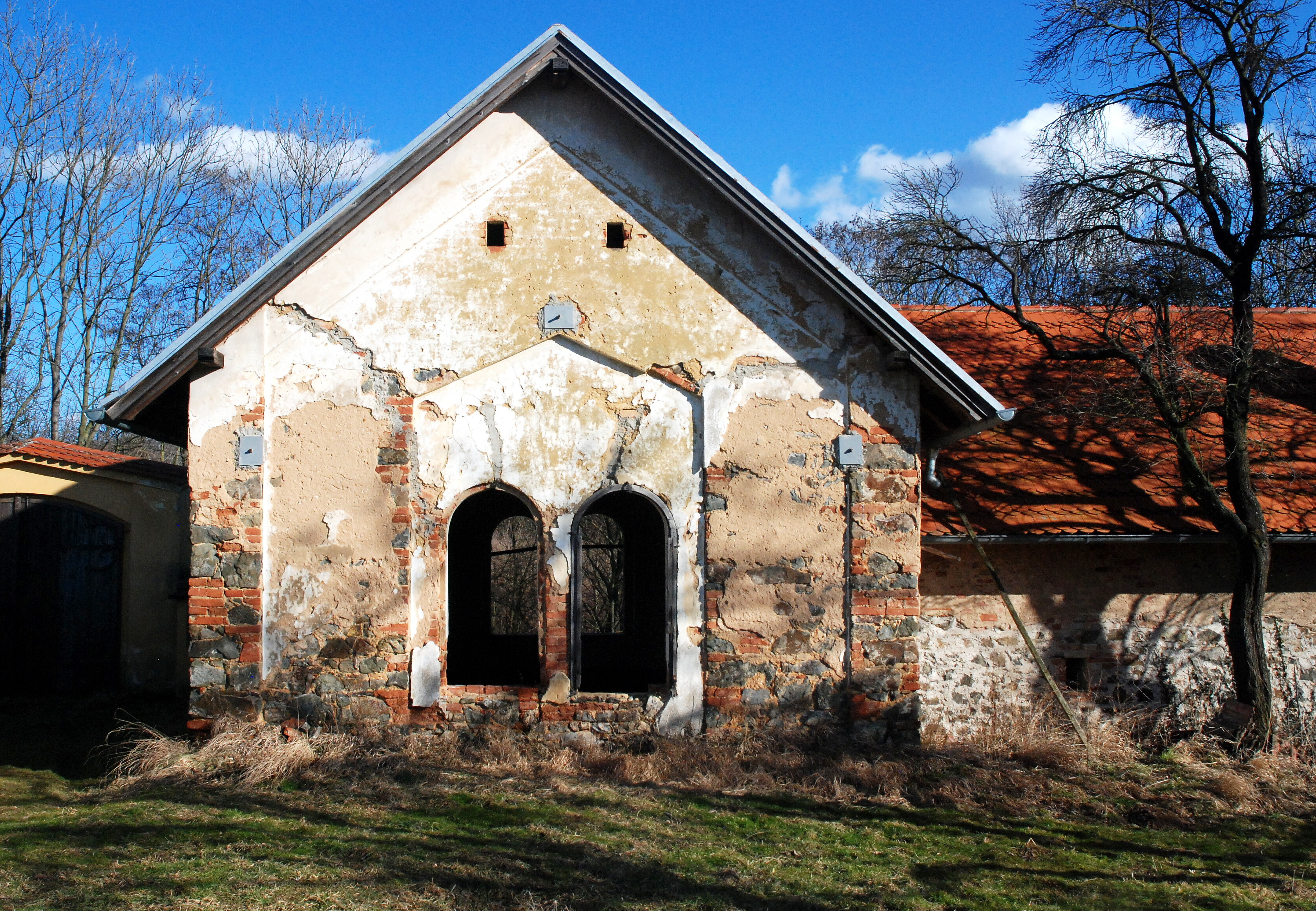
Taharahaus

Der Jüdische Friedhof in Liteň (deutsch Litten), einer tschechischen Stadt im Okres Beroun in der Mittelböhmischen Region, wurde 1680 errichtet. Der jüdische Friedhof ist seit 1988 ein geschütztes Kulturdenkmal.
Heute befinden sich noch circa 300 Grabsteine auf dem Friedhof.
Das Taharahaus ist nur noch als Ruine erhalten.